# Jessica Moore (Tennisspielerin)
Jessica Moore (* 16. August 1990 in Perth, Western Australia) ist eine ehemalige australische Tennisspielerin.

## Karriere
Moore, die in Perth aufwuchs und den Hartplatz bevorzugt, begann im Alter von acht Jahren mit Tennisspielen. Sie trainierte am Australian Institute of Sport in Canberra.
Ihre größten Erfolge feierte sie gleich in ihrer ersten Profisaison 2008 mit dem Erreichen der zweiten Runde bei den Australian Open und den US Open. Im selben Jahr gewann sie an der Seite von Polona Hercog zudem die Doppelwettbewerbe der French Open und der US Open bei den Juniorinnen. Insgesamt hat sie bislang einen WTA-Titel im Doppel sowie vier Einzel- und 28 Doppeltitel bei ITF-Turnieren gewonnen.
Bei den Commonwealth Games 2010 gewann sie zusammen mit Olivia Rogowska die Silbermedaille im Damendoppel.
Seit dem Sommer 2016 stand sie erstmals in den Top 100 der Doppelweltrangliste.
2008 und 2009 trat sie dreimal im Einzel für die Australische Fed-Cup-Mannschaft an mit einer Bilanz von einem Sieg und zwei Niederlagen.
Im Januar 2020 beendete sie ihre Karriere.

## Turniersiege

### Einzel
| Nr. | Datum            | Turnier         | Kategorie   | Belag     | Finalgegnerin            | Ergebnis  |
| --- | ---------------- | --------------- | ----------- | --------- | ------------------------ | --------- |
| 1.  | 4. August 2007   | Ilkley          | ITF $10.000 | Rasen     | Lizaan du Plessis        | 6:4, 6:2  |
| 2.  | 28. Oktober 2007 | Traralgon       | ITF $25.000 | Hartplatz | Sandy Gumulya            | 6:4, 6:4  |
| 3.  | 12. Juli 2008    | Rom-Tevere Remo | ITF $25.000 | Sand      | Patricia Mayr-Achleitner | 6:3, 6:2  |
| 4.  | 21. Juli 2012    | Knokke          | ITF $10.000 | Sand      | Ysaline Bonaventure      | 6:1, 7:64 |

### Doppel
| Nr. | Datum              | Turnier              | Kategorie         | Belag     | Partnerin               | Finalgegnerinnen                             | Ergebnis                 |
| --- | ------------------ | -------------------- | ----------------- | --------- | ----------------------- | -------------------------------------------- | ------------------------ |
| 1.  | 6. Mai 2007        | Bournemouth          | ITF $10.000       | Sand      | Alenka Hubacek          | Melanie Klaffner Nicole Riner                | 5:7, 6:4, 6:4            |
| 2.  | 1. Juni 2008       | Galatina             | ITF $25.000       | Sand      | Melanie Klaffner        | Maria Fernanda Alves María Irigoyen          | 3:6, 6:1, 10:6           |
| 3.  | 7. Februar 2010    | Burnie               | ITF $25.000       | Hartplatz | Arina Rodionowa         | Tímea Babos Anna Marenko                     | 6:2, 6:4                 |
| 4.  | 21. Februar 2010   | Mildura              | ITF $25.000       | Rasen     | Casey Dellacqua         | Jarmila Gajdošová Jade Hopper                | 6:2, 7:63                |
| 5.  | 7. März 2010       | Sydney               | ITF $25.000       | Hartplatz | Casey Dellacqua         | Sophie Ferguson Trudi Musgrave               | kampflos                 |
| 6.  | 9. Mai 2010        | Bundaberg            | ITF $25.000       | Sand      | Marija Mirkovic         | Viktorija Rajicic Emelyn Starr               | 6:3, 1:6, 10:7           |
| 7.  | 7. November 2010   | Kalgoorlie           | ITF $25.000       | Hartplatz | Daniella Jeflea         | Tímea Babos Monika Wejnert                   | 6:4, 2:6, 6:4            |
| 8.  | 14. November 2010  | Esperance            | ITF $25.000       | Hartplatz | Daniella Jeflea         | Chiaki Okadaue Remi Tezuka                   | 7:65, 6:3                |
| 9.  | 6. Mai 2012        | Indian Harbour Beach | ITF $50.000       | Sand      | Maria Fernanda Alves    | Marie-Eve Pelletier Aljona Sotnykowa         | 6:78, 6:3, [10:8]        |
| 10, | 28. Februar 2014   | Port Pirie           | ITF $15.000       | Hartplatz | Aleksandrina Najdenowa  | Miyabi Inoue Hiroko Kuwata                   | 6:4, 6:3                 |
| 11. | 5. April 2014      | Glen Iris            | ITF $15.000       | Sand      | Aleksandrina Najdenowa  | Tammi Patterson Ellen Perez                  | 6:4, 6:2                 |
| 12. | 13. April 2014     | Melbourne            | ITF $15.000       | Sand      | Aleksandrina Najdenowa  | Miyu Katō Yuuki Tanaka                       | 7:5, 6:75, [10:7]        |
| 13. | 9. Oktober 2014    | Cairns               | ITF $15.000       | Hartplatz | Abbie Myers             | Alison Bai Ayaka Okuno                       | 6:2, 6:2                 |
| 14. | 17. Oktober 2014   | Toowoomba            | ITF $15.000       | Hartplatz | Abbie Myers             | Lizette Cabrera Priscilla Hon                | 6:3, 6:3                 |
| 15. | 9. November 2014   | Bendigo              | ITF $50.000       | Hartplatz | Abbie Myers             | Naiktha Bains Karolina Wlodarczak            | 6:4, 6:0                 |
| 16. | 14. November 2014  | Bendigo              | ITF $50.000       | Hartplatz | Abbie Myers             | Varatchaya Wongteanchai Varunya Wongteanchai | 3:6, 6:1, [10:6]         |
| 17. | 27. Februar 2015   | Clare                | ITF $15.000       | Hartplatz | Jennifer Elie           | Mana Ayukawa Kotomi Takahata                 | 6:3, 7:5                 |
| 18. | 6. März 2015       | Port Pirie           | ITF $15.000       | Hartplatz | Abbie Myers             | Chang Liu Ran Tian                           | 6:0, 6:3                 |
| 19. | 25. Juli 2015      | Granby               | ITF $50.000       | Hartplatz | Storm Sanders           | Laura Robson Erin Routliffe                  | 7:5, 6:2                 |
| 20. | 1. August 2015     | Gatineau             | ITF $25.000       | Hartplatz | Carol Zhao              | Victoria Rodriguez Marcela Zacarías          | 6:3, 6:4                 |
| 21. | 16. August 2015    | Landisville          | ITF $25.000       | Hartplatz | Ivana Jorović           | Brynn Boren Nadja Gilchrist                  | 6:1, 6:3                 |
| 22. | 10. Oktober 2015   | Cairns               | ITF $25.000       | Hartplatz | Storm Sanders           | Jennifer Elie Asia Muhammad                  | 6:0, 6:3                 |
| 23. | 14. Februar 2016   | Perth                | ITF $25.000       | Hartplatz | Ashleigh Barty          | Alison Bai Abbie Myers                       | 3:6, 6:4, [10:8]         |
| 24. | 17. Juli 2016      | Bukarest             | WTA International | Sand      | Varatchaya Wongteanchai | Alexandra Cadanțu Katarzyna Piter            | 6:3, 7:65                |
| 25. | 6. November 2016   | Canberra             | ITF $50.000       | Hartplatz | Storm Sanders           | Alison Bai Lizette Cabrera                   | 6:3, 6:4                 |
| 26. | 19. August 2017    | Vancouver            | ITF $100.000      | Hartplatz | Jocelyn Rae             | Desirae Krawczyk Giuliana Olmos              | 6:1, 7:5                 |
| 27. | 9. Februar 2018    | Launceston           | ITF $25.000       | Hartplatz | Ellen Perez             | Laura Robson Walerija Sawinych               | 7:65, 6:4                |
| 28. | 16. Februar 2018   | Perth                | ITF $25.000       | Hartplatz | Ellen Perez             | Olivia Tjandramulia Belinda Woolcock         | 6:76, 6:1, [7:9] Aufgabe |
| 29. | 23. Februar 2018   | Perth                | ITF $25.000       | Hartplatz | Olivia Tjandramulia     | Alison Bai Lu Jiajing                        | 7:5, 6:76, [11:9]        |
| 30. | 21. April 2018     | Chiasso              | ITF $25.000       | Sand      | Darija Jurak            | Cindy Burger Rosalie van der Hoek            | 7:66, 4:6, [10:8]        |
| 31. | 20. Mai 2018       | Trnava               | ITF $100.000      | Sand      | Galina Woskobojewa      | Xenia Knoll Anna Smith                       | 0:6, 6:3, [10:7]         |
| 32. | 8. Juni 2018       | Surbiton             | ITF $100.000      | Rasen     | Ellen Perez             | Arina Rodionova Yanina Wickmayer             | 4:6, 7:5, [10:3]         |
| 33. | 22. September 2018 | Guangzhou            | WTA International | Hartplatz | Monique Adamczak        | Danka Kovinić Wera Lapko                     | 4:6, 7:5, [10:4]         |